# ICub
iCub — гуманоидный робот, разрабатываемый консорциумом The RobotCub Project.
В качестве основных научных целей были выбраны исследования когнитивной (обучаемой) манипуляции (жестикуляция, имитация движений, взаимодействие с помощью системы жестов), восприятие окружающей среды, передвижение, ассоциативное восприятие человеческой речи.
В качестве главной инженерной цели были выдвинуто создание гуманоидной платформы, общеупотребительной для всего научного сообщества.
Есть около двадцати iCub в различных лабораториях, в основном в Европе, по одному в США, Турции и Японии. Стоимостью каждого робота около € 250,000 в зависимости от версии.

## Технические характеристики
Высота ICub составляет 104 сантиметра, а вес 22 килограмма.
В окончательном варианте, робот имеет 53 степени свободы распределенные следующим образом:
7 в каждой руке;
9 в каждой кисти;
6 в головке;
3 в туловище;
6 в каждой ноге.